# Nováčany
Nováčany (Hongaars: Jászóújfalu) is een Slowaakse gemeente in de regio Košice, en maakt deel uit van het district Košice-okolie.
Nováčany telt 749 inwoners.

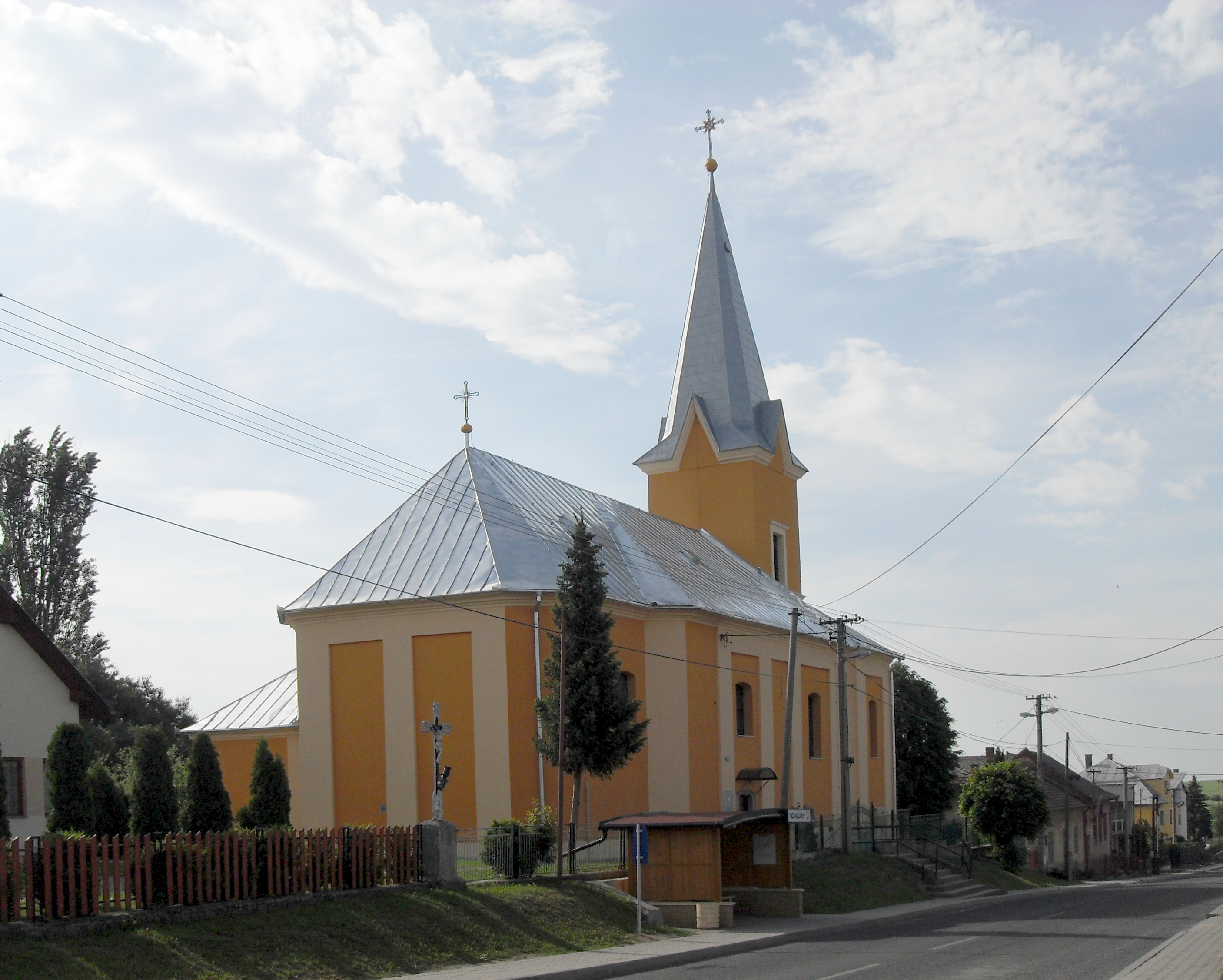
Kerk van St. Stefanus
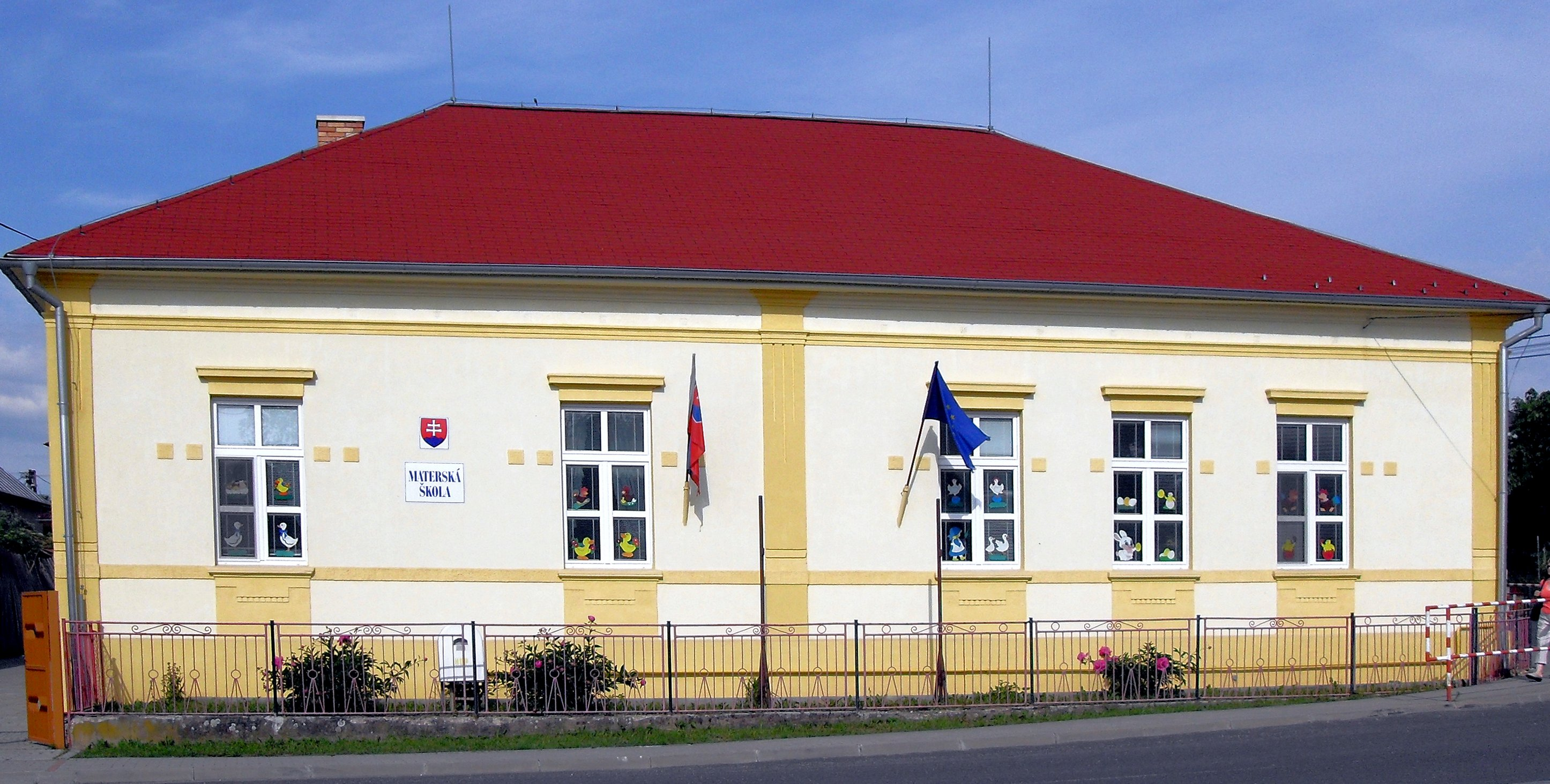
School in Nováčany